# Пауло Віктор де Менезес Мело
Па́уло Ві́ктор де Мене́зес Ме́ло (порт.-браз. Paulo Victor de Menezes Melo; нар. 29 травня 1993, Сан-Паулу, Бразилія), більш відомий як Паулі́ньйо (порт.-браз. Paulinho) — бразильський футболіст, нападник «Хаур-Факкана».

## Життєпис

### Ранні роки
Вихованець «Корінтіанса», за дитячі, юнацькі та молодіжні команди якого виступав з 2001 по 2013 рік.

### Клубна кар'єра

#### Бразильські клуби
З 2013 по 2014 рік взяв участь у 9 матчах «Корінтіанса» в Серії A та чемпіонаті штату Сан-Паулу. Потім виступав на умовах оренди в клубах нижчих дивізіонів: «Америка» (10 матчів, 1 гол), «Ріу-Клару» (14 матчів, 1 гол) та «Португеза Деспортос» (9 матчів, 2 голи).

#### «Зоря»

##### Сезон 2015/16
6 січня 2016 року було повідомлено, що Пауліньйо не зміг узгодити новий контракт із «Корінтіансом», після чого на правах вільного агента підписав угоду на два роки з луганською «Зорею». 20 січня про трансфер було оголошено офіційно. 2 березня дебютував у складі «Зорі» у виїзній грі 1/4 фіналу Кубка України проти луцької «Волині», замінивши на 61-й хвилині Андрія Тотовицького, а 12 березня дебютував у Прем'єр-лізі в домашньому матчі проти одеського «Чорноморця», замінивши на 62-й хвилині Івана Петряка. 24 квітня забив свій перший гол за «Зорю» на 71-й хвилині домашнього поєдинку чемпіонату проти луцької «Волині».

##### Сезон 2016/17
Віддав гольовий пас у матчі з «Чорноморцем» на 22 хвилині. На 87-й хвилині матчу з «Карпатами» віддав гольову передачу на Олександра Караваєва й «Зоря» перемогла в матчі з рахунком 2:1. Після виходу на заміну в матчі з «Ворсклою» забив гол на 83-й хвилині.

#### «Левскі»
У січні 2018 року підписав трирічний контракт з болгарським «Левскі».

## Досягнення
- Чемпіон штату Сан-Паулу: 2013
- Фіналіст Кубка України: 2015/16

## Статистика
Статистичні дані наведено станом на 11 грудня 2016 року
| Клуб                | Ліга         | Сезон   | Чемпіонат | Чемпіонат | Кубок | Кубок | Інше | Інше |
| Клуб                | Ліга         | Сезон   | Ігри      | Голи      | Ігри  | Голи  | Ігри | Голи |
| ------------------- | ------------ | ------- | --------- | --------- | ----- | ----- | ---- | ---- |
| Корінтіанс          | Серія A      | 2013    | 5         | 0         | 0     | 0     | 1    | 0    |
| Корінтіанс          | Серія A      | 2014    | 1         | 0         | 0     | 0     | 2    | 0    |
| Америка (Натал)     | Серія B      | 2014    | 10        | 1         | 2     | 0     |      |      |
| Ріу-Клару           | Серія A2     | 2015    |           |           |       |       | 14   | 1    |
| Португеза Деспортос | Серія C      | 2015    | 9         | 2         |       |       |      |      |
| Зоря                | Прем'єр-ліга | 2015/16 | 5         | 1         | 2     | 0     |      |      |
| Зоря                | Прем'єр-ліга | 2016/17 | 17        | 1         | 1     | 0     | 5    | 0    |

1. 1 2 3 4  Чемпіонат штату Сан-Паулу.
2. 1 2  Серія A2 чемпіонату штату Сан-Паулу.
3. 1 2  Ліга Європи УЄФА.